# 中国原子能科学研究院
中国原子能科学研究院简称原子能院，代号401所，位于中華人民共和國北京市房山区新镇街道，是中国核科学技术的发源地和国防核科研、核能开发研究和核基础科研基地。 和中國国家原子能机构有業務連繫關係，為其國內所有核子反應爐的設計、製造及運作負起責任 为中国科学院共建单位 。
原子能院的前身是创建于1950年的中国科学院近代物理研究所，目前隶属于中国核工业集团公司。
全院现有职工近3000人，其中高级科研与工程技术人员600多人、两院院士5人。“两弹一星”功勋奖章获得者吴有训、钱三强、王淦昌等著名科学家曾先后担任院（所）长。
原子能院是中华人民共和国成立后建立的第一个核科学专门研究机构，有60余位两院院士曾在这里学习和工作过，此后几十年间由此派生出了十几个重要的核科研和生产单位，因此被称为中国核工业的“老母鸡”。

## 发展历史
- 1950年5月19日中国科学院近代物理研究所成立，初址为北京东黄城根甲42号，吴有训兼任所长，钱三强任副所长。
- 1953年，中科院决定将中国科学院近代物理研究所更名为中国科学院物理所。
- 1954年，物理所从东黄城根迁到西郊中关村。
- 1955年，中央决定在北京西南郊青龙湖镇坨里村附近建设新的科研基地，代号为“601厂”（后改为“401所”）。
- 1958年，建成中国第一个实验核反应堆和第一台回旋加速器，更名为中国科学院原子能研究所。1973年2月1日，在原子能研究所一部的基础上成立“中国科学院高能物理研究所”。
- 1984年，更名为中国原子能科学研究院。
- 2010年5月13日，中国先进研究堆（CARR）实现首次临界。
- 2011年7月21日，中国实验快堆成功实现首次并网发电。

## 机构设置
中国原子能科学研究院目前下设有7个研究所：
- 核物理研究所
- 反应堆工程研究设计所
- 放射化学研究所
- 同位素研究所
- 核技术应用研究所
- 辐射安全研究所
- 快堆研究设计所

2个技术部：
- 科技信息部
- 放射性计量测试部

7个国家级、部委级研究中心或重点实验室：
- 中国核数据中心
- 核数据测量与评价技术国防科技重点实验室
- 国家同位素工程技术研究（实验）中心
- 国家能源快堆工程研发（实验）中心
- 北京串列加速器核物理国家实验室
- 核保障技术重点实验室
- 国防科技工业电离辐射一级计量站

7个工程项目部：
- 中国先进研究堆工程部
- 串列加速器升级工程部
- 核燃料后处理放化实验设施工程部
- 放射性“三废”设施治理工程部
- 特种材料专项工程部
- 基地建设工程部
- 退役治理工程部[5]

## 研究领域
- 核物理
- 核化学与放射化学
- 反应堆工程
- 加速器技术
- 核电子学与探测技术
- 同位素技术
- 放射性计量与辐射防护

## 科研平台
- 中国先进研究堆
- 中国实验快堆
- HI-13串列加速器
- 核燃料后处理放化实验设施

## 事件
2012年1月25日，日本《产经新闻》报道称，日本原子能研究開發機構（JAEA）调查发现，中国的一座快中子实验堆因发电机所在的建筑物内发生事故，核反应堆停止了运行。随后有专家辟谣称自2011年7月该反应堆达到验收目标后就一直处于冷停堆工况，根本不会发生事故。日本原子能机构也发表声明，对这一未经证实的信息为媒体得知并进行报道表示遗憾。